# پرچم‌های جهان (وبگاه)
پرچم‌های جهان (به انگلیسی: Flags of the World) (به اختصار FOTW یا FotW) یک انجمن و منبع پرچم‌شناسی مبتنی بر اینترنت است. پروژهٔ اصلی آن بزرگ‌ترین وبگاه اینترنت است که به پرچم‌شناسی اختصاص یافته‌ است، که حاوی اطلاعات جامع در مورد پرچم‌های مختلف، و یک لیست پست‌سپاری مرتبط است. لیست پستی به عنوان یک گروه بحث در سپتامبر ۱۹۹۳ آغاز شد، در حالی که این وبگاه توسط جوزپه بوتاسینی در اواخر سال ۱۹۹۴ تأسیس شد و راب ریساید در سال ۱۹۹۸ به عنوان مدیر فعالیت کرد پرچم‌های جهان در سال ۲۰۰۱ پنجاه و ششمین عضو FIAV شد.
پرچم‌های جهان خود را به عنوان «... یک گروه اینترنتی، که تنها هدف آن پیشرفت در جستجوی پرچم‌ شناسی است، که ایجاد و توسعه مجموعه‌ای از دانش در مورد پرچم‌ ها و استفاده از انواع پرچم‌ها است» توصیف می‌کند.
هم وبگاه و هم لیست پست‌سپاری به زبان انگلیسی کار می‌کنند، اگر چه اعضایی از سراسر جهان وجود دارند و به همین دلیل اطلاعات بسیاری از زبان‌ ها ترجمه و گنجانده شده‌ است. لیست پستی توسط مدیر فهرست FOTW نظارت می‌شود، در حالی که کار در وبگاه ب توسط مدیر تحریریه FOTW هماهنگ می‌شود.

## وبگاه
هیئت تحریریه‌ای متشکل از ۲۱ داوطلب بدون مزد وبگاه FOTW را مدیریت و ویرایش می‌کنند که (از سال ۲۰۱۳) شامل بیش از ۸۱٬۰۰۰ صفحه دربارهٔ پرچم‌ها و بیش از ۱۷۹٬۰۰۰ تصویر پرچم است، و همچنین شامل یک فرهنگ لغت آنلاین گسترده از پرچم‌شناسی است.
وبگاه یک بار در هفته با مطالب جدید به روز می‌شود. به دلیل حجم بالای مطالب، انحرافات ویرایشی وجود دارد، که باعث می‌شود برخی از مناطق FOTW حاوی اطلاعات قدیمی باشد.

### سلب مسئولیت
با اعتراف خود، کیفیت اطلاعات منتشر شده در وب سایت بسیار متفاوت است: نه تنها حاوی پرچم‌های شناخته شده و رسمی است، بلکه شامل نقاشی‌ها و مشارکت‌هایی است که فقط بر اساس شایعات است که بر این اساس مستند شده‌است. مشارکت‌های منتشر شده به صراحت به عنوان نظرات خصوصی اعلام شده‌است. FOTW هر گونه مسئولیتی در قبال درستی و صحت اطلاعات منتشر شده را نمی‌پذیرد.

### لیست پست‌سپاری
منبع مطالب در وبگاه FOTW، مشارکت‌های لیست پست‌سپاری FOTW است، که بیش از ۱۰۰۰ عضو دارد که حدود ۱۰۰ نفر از آنها مشارکت‌کنندگان فعال هستند. لیست پست‌سپاری دارای اقلیت‌های قابل توجهی از پرتغالی، فرانسوی، هلندی و روسی زبان است. کارکنانی متشکل از سه داوطلب بدون مزد فهرست را مدیریت و تعدیل می‌کنند.

### محتوا
وبگاه FOTW دارای بخش‌هایی بر روی پرچم‌های کشورهای مختلف مانند مقدونیه شمالی است که شامل بخش‌های فرعی دربارهٔ پرچم‌های پیشنهادی برای این کشور، از جمله مستندات پیشنهادهای ارائه‌شده توسط مؤسسه پرچم است. یکی دیگر از اسناد ساخته شده توسط وب سایت در مورد پرچم مراکش است که حاوی اطلاعاتی در مورد نمادهایی است که مراکش از زمان سلسله آلموروید استفاده می‌کرد. در سال ۲۰۱۶، این وب سایت بیش از ۹۸۰۰ صفحه روی پرچم‌ها با ۱۸۰۰۰ تصویر تخمین زده شده بود.

## قراردادهای گرافیکی

پالت رنگ FOTW.

FOTW تصاویر پرچم استاندارد شده را در قالب GIF، معمولاً در ارتفاع ۲۱۶ پیکسل نمایش می‌دهد. در حالی که فرمت فایل GIF قادر به نمایش ۲۵۶ رنگ است، استاندارد سایت نیازمند یک "پالت FOTW" محدودتر از ۳۲ رنگ است.

## پرچم
پرچم این سازمان طرحی از مارک سنسن است که در یک نظرسنجی از اعضای لیست پستی FOTW بیش از ۱۰ رقیب انتخاب شد و در ۸ مارس ۱۹۹۶ به تصویب رسید. از آن زمان، ۸ مارس به عنوان روز پرچم FOTW در نظر گرفته شده‌است. سنسن نمادین آن را توضیح داد:
رنگ سفید روی بالابر نشان دهنده صلح و آبی در پرواز برای پیشرفت است. شش رنگ ستاره‌ها اصلی‌ترین رنگ‌های مورد استفاده در پرچم‌ها هستند. ستاره‌ها به ایجاد یک نماد بزرگتر کمک می‌کنند. نحوه اتصال ستاره‌ها به یکدیگر نشان دهنده اینترنت است.
بنابراین پرچم به عنوان نمایش نادری از اینترنت روی پرچم استفاده می‌شود.

## نگارخانه پرچم‌های FOTW

پرچم FOTW به صورت عمودی آویزان شده‌است
پیشنهادی برای یک بورجی توسط ایوان ساچه
پرچم بزرگداشت ۲۰ سالگی برای FOTW
پرچم مدیر فعلی FOTW
پرچم هماهنگ کننده کلیدواژه FOTW
پرچم ویرایشگر نقشه FOTW